# تو النهار (مسلسل)
تو النهار، مسلسل تلفزيوني كويتي أنتج وعرض بعام 2010، كتبه جاسم الجطيلي وأخرجه محمد دحام الشمري. يناقش المسلسل في حلقاته قضايا الطلاق والمشاكل الاجتماعية.

## الفنانون المشاركون
- جاسم النبهان.
- محمد الرشيد.
- طيف.
- فاطمة الحوسني.
- عبد الله بوشهري.
- هيا عبد السلام.
- عبد المحسن القفاص.
- فاطمة الطباخ.
- صمود.
- فؤاد علي.
- رونق.
- عيسى ذياب.
- شهد.
- غرور.
- مسك.
- محمد صفر.
- ليلى عبد الله.
- علي المذن.
- يوسف البلوشي.
- منى حسين.
- محمد صفر.